# Новоишлинское сельское поселение
Новоишлинское се́льское поселе́ние — муниципальное образование в Дрожжановском районе Татарстана Российской Федерации.
Административный центр — село Новые Ишли.

## История
Статус и границы сельского поселения установлены Законом Республики Татарстан от 31 января 2005 года № 21-ЗРТ «Об установлении границ территорий и статусе муниципального образования "Дрожжановский муниципальный район" и муниципальных образований в его составе».

## Население
| 2002 | 2010  | 2011  | 2012  | 2013 | 2014 | 2015 |
| ---- | ----- | ----- | ----- | ---- | ---- | ---- |
| 1133 | ↘1036 | ↘1033 | ↘1001 | ↘971 | ↘937 | ↘910 |
| 2016 | 2017  | 2018  |       |      |      |      |
| ↘890 | ↘883  | ↘863  |       |      |      |      |

## Состав сельского поселения
| № | Населённый пункт | Тип населённого пункта       | Население |
| - | ---------------- | ---------------------------- | --------- |
| 1 | Новые Ишли       | село, административный центр | 313       |
| 2 | Новые Какерли    | село                         | 489       |
| 3 | Старые Ишли      | село                         | 331       |